# Leszek Jan Malinowski
Leszek Jan Malinowski ps. Orland (ur. 9 kwietnia 1925 w Wilnie; zm. 6 marca 2010 w Bydgoszczy) – żołnierz Armii Krajowej.
Syn Stanisława i Janiny z Bronowskich. Rodzice wywodzili się ze środowiska ziemiańskiego. Ojciec był właścicielem majątku Słobódka w gminie Szumsk, matka – majątku Hołoblewszczyzna, gmina Holszany.

## Lata okupacji
Uczył się w Wilnie. Początkowo w „Dziecko Polskie” – Szkoła im. Tadeusza Czackiego oraz w Szkole oo. Jezuitów. Do gimnazjum uczęszczał do oo. Jezuitów. Po zamknięciu tej szkoły przez władze sowieckie, przeniósł się do Gimnazjum i Liceum im. Zygmunta Augusta. Egzamin dojrzałości zdał w 1942 roku na tajnych kompletach.  Podjął też studia konspiracyjne. Wstąpił do Związku Walki Zbrojnej. Służył w 3. plutonie 2. kompanii Brygady „Szczerbca”. Uczestniczył o Wilno w ramach operacji „Ostra Brama”.
Po rozbrojeniu partyzantki wileńskiej został internowany w Miednikach. Z miejsca internowania uciekł. Jesienią i zimą ukrywał się w Seminarium Duchownym w Wilnie.

## Okres powojenny
W lutym 1945 roku wyjechał do Lublina. Tam kontynuował studia na Katolickim Uniwersytecie Lubelskim. Pełnił jednocześnie obowiązki asystenta w Katedrze Historii Sztuki. Uczył też w miejscowej szkole budowlanej. W latach 1945 – 46 był kurierem Komendy Okręgu Wileńskiego AK do sztabu Polskich Sił Zbrojnych. Był organizatorem Komórki Przerzutu Zagrożonych. Wielokrotnie przeprowadzał transporty przez granicę.
Od jesieni 1946 roku mieszkał w Bydgoszczy. W 1950 roku uzyskał dyplom magistra historii sztuki w Lublinie, a w parę miesięcy później – magistra filologii polskiej w Toruniu. W latach 1947–1977 pracował w Bydgoszczy jako nauczyciel, dyrektor, naczelnik wydziału w kuratorium i wicekurator. Do partii nie należał i w życiu politycznym tamtych lat udziału nie brał.
Od 1958 do 1995 roku wykładał w Wyższej Szkole Pedagogicznej. Doktorat ukończył w 1962 roku i objął stanowisko docenta.
Jest autorem ponad 100 publikacji. Był założycielem i wieloletnim prezesem zarządu Nauczycielskiej Spółdzielni Mieszkaniowej, Prezesem oddziału bydgoskiego Towarzystwa Miłośników Wilna i Ziemi Wileńskiej, redagował i wydawał „Wileńskie Rozmaitości", Książki Biblioteki Wileńskich Rozmaitości, „Pamiętnik Okręgu Wileńskiego AK”. Był pierwszym prezesem Środowiska Wileńsko – Nowogródzkiego Światowego Związku Żołnierzy Armii Krajowej w Bydgoszczy, przewodniczącym Komisji Historycznej Okręgu Wileńskiego SZZAK, członek Komisji Historycznej Zarządu Głównego ŚZŻAK.

## Odznaczenia
Pierwotny wykaz orderów i odznaczeń podano za: Danuta Szyksznian  Jak dopalał się ogień biwaku. s. 407
- Krzyż Komandorski Orderu Odrodzenia Polski
- Krzyż Oficerski Orderu Odrodzenia Polski
- Krzyż Kawalerski Orderu Odrodzenia Polski
- Złoty Krzyż Zasługi
- Krzyż Armii Krajowej
- Krzyż Partyzancki
- Medal Wojska